# Stavanger IF Fotball
Stavanger IF Fotball är fotbollssektionen i den 17 september 1905 bildade sportklubben Stavanger IF i Norge. Laget har nått Adeccoligaen, men har även spelat i "Hovedserien", tidigare Norges högsta division.

## Historia
Efrer att klubben bildades 1905 kom man snart att dominera fotbollen i Stavanger fram till ?1932-talet?, och nådde semifinalerna i norska cupmästerskapet 1912, 1914, 1929 och 1930. Bland profilerna från denna tid återfinns bland andra Sverre Berg-Johannesen, den första spelaren från Rogaland som blev uttagen till norska fotbollslandslaget.
Efter 1930-talet tog Viking FK alltmer över som ledande fotbollslag i Stavanger. Stavanger IF flyttades snart ner till de lägre divisionerna, och passerades även av lokalkonkurrenten FK Vidar i tabellplaceringar och meriter under 1980-talet.
Per Ravn Omdal, president för Norges Fotballforbund 1987-1992 och senare vicepresident för UEFA, påbörjade sin karriär i klubben.

### Fotnoter
1. ↑  Rolf Bryhn. ”Stavanger Idrettsforening” (på norska). Store norske leksikon. https://snl.no/Stavanger_Idrettsforening. Läst 29 september 2017.